# Hôtel Sahara
Pour plus de détails, voir Fiche technique et Distribution.
Hôtel Sahara (Hotel Sahara) est un film britannique réalisé par Ken Annakin et sorti en 1951.

## Fiche technique
- Titre français : Hôtel Sahara[1]
- Titre original : Hotel Sahara
- Réalisation : Ken Annakin
- Scénario et histoire : George H. Brown et Patrick Kirwan
- Directeur de la photographie : David Harcourt et Jack Hildyard
- Montage : Alfred Roome
- Musique : Benjamin Frankel
- Direction artistique : Ralph W. Brinton
- Décors : Betty Pierce
- Costumes : Julie Harris
- Production : George H. Brown et Steven Pallos producteur exécutif
- Société de production : George H. Brown Productions
- Distribution : General Film Distributors et United Artists
- Pays d'origine :  Royaume-Uni
- Genre : Comédie
- Format : Noir et blanc - 35 mm - 1,37:1 - Son : Mono (Western Electric Recording)
- Durée : 96 minutes
- Dates de sortie : 
  - Royaume-Uni : 9 juillet 1951 (Londres)
  - États-Unis 31 décembre 1951 ;

## Distribution
- Yvonne De Carlo : Yasmin Pallas
- Peter Ustinov : Emad
- David Tomlinson : Capitaine Puffin Cheyne
- Roland Culver : Major Bill Randall
- Albert Lieven : Lieutenant Gunther von Heilicke
- Bill Owen : Soldat Binns
- Guido Lorraine : Capitaine Giuseppi
- Mireille Perrey : Mme Pallas
- Ferdy Mayne : Yusef
- Sydney Tafler : Caporal Pullar
- Eugene Deckers : Officier français spahi
- Anton Diffring : Soldat allemand
- Harold Kasket : Gentleman oriental